# Kılıçkaya-Talsperre
Die Kılıçkaya-Talsperre (türkisch Kılıçkaya Barajı) befindet sich 25 km nordöstlich von Suşehri in der nordtürkischen Provinz Giresun am Mittellauf des Kelkit Çayı.
Die Kılıçkaya-Talsperre wurde von der staatlichen Wasserbehörde DSİ in den Jahren 1980–1990 erbaut.
Sie wird heute vom staatlichen Energiekonzern Elektrik Üretim A.Ş. (EÜAŞ) betrieben. Die Talsperre dient als Wasserspeicher sowie zur Energieerzeugung und zur Abflussregulierung.
Das Absperrbauwerk der Talsperre ist ein Steinschüttdamm mit einem Lehmkern.
Der Staudamm hat eine Höhe von 103 m, eine Kronenlänge von 405 m und besitzt ein Volumen von 6,8 Mio. m³. Der zugehörige Stausee bedeckt eine Fläche von 64,4 km² und besitzt ein Speichervolumen von 1400 Mio. m³. Der Stausee erstreckt sich über die Provinzen Giresun und Sivas.
Das Wasserkraftwerk der Kılıçkaya-Talsperre verfügt über 2 Francis-Turbinen zu je 62,5 Megawatt. 
Die durchschnittliche Jahresenergieerzeugung liegt bei 332 GWh. 
Flussabwärts, unterhalb der Kılıçkaya-Talsperre, befindet sich die Çamlıgöze-Talsperre.